# Nachet & Fils

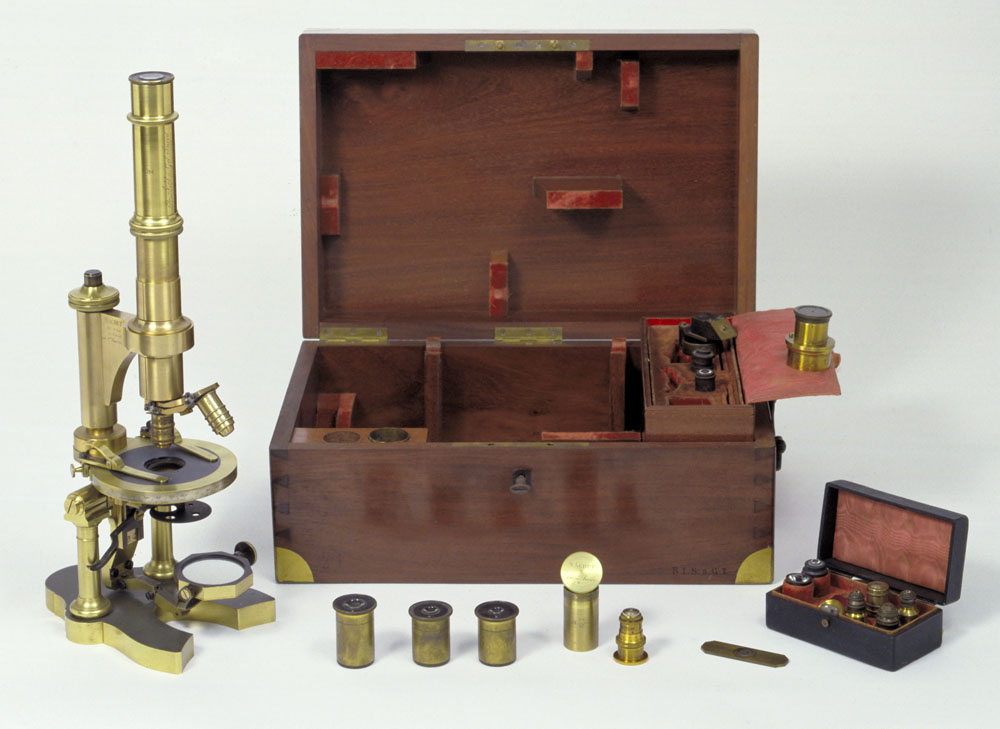
Microscopio composto realizzato dalla Nachet & Fils e conservato al Museo Galileo di Firenze.

La ditta Nachet & Fils è stata una bottega francese di strumenti scientifici.
Ditta di costruzione di strumenti scientifici, specializzata in microscopi, fu fondata a Parigi nel 1839 da Camille Sébastien Nachet (1799-1881). L'attività di Camille Sébastien fu continuata dai suoi discendenti Alfred (1831-1908) e Albert e dai loro dipendenti. Nell'Ottocento la Nachet divenne probabilmente la più famosa ditta francese per la costruzione di microscopi. Introdusse e creò strumenti speciali, quali microscopi invertiti, petrografici, a due e tre oculari. La sua attività continuò per buona parte del XX secolo.